# Miguel Abia Biteo Boricó
Miguel Abia Biteo Boricó (* 1961; † 6. Dezember 2012) war vom 14. Juni 2004 bis 2006 Premierminister von Äquatorialguinea.

## Leben
Er gehört in einem Land, welches von den Fang dominiert wird, als Bubi einer ethnischen Gruppe an, die ansonsten politisch keinen großen Einfluss hat.
Biteo lebte und studierte in der Sowjetunion, wo er ein Bergbauingenieur wurde. Nachdem er nach Äquatorialguinea zurückgekehrt war, arbeitete er für die Regierung und wurde einer der mächtigsten Beamten der Erdöl-Industrie in seinem Land. Von 1999 bis 2000 war er Finanzminister. Er war ein enger Vertrauter des Präsidenten Teodoro Obiang Nguema Mbasogo, welcher ihm zum Premierminister ernannte. Sein Kabinett dankte am 10. August 2006 ab und wurde vier Tage später durch die Regierung des vormaligen Vizepremiers Ricardo Mangue Obama Nfubea abgelöst.
Zuletzt war Miguel Abia Biteo Boricó Minister für Arbeit und Soziales. Er verstarb während seiner Amtszeit an einem Herzinfarkt.